# イアン・マキューアン
イアン・マキューアン, CBE（Ian McEwan、本名：イアン・ラッセル・マキューアン、Ian Russell McEwan、1948年6月21日 - ）は、イギリスの小説家。

## 来歴・人物
1948年6月21日、ロンドンから南西に約60km離れたハンプシャー州オールダーショットに、父デヴィッド・マキューアンと母ローズ・リリアン・バイオレット（旧姓ムーア）の間に生まれる。スコットランド出身で、労働者階級だった父は軍で少佐の地位まで上った。幼少期は父の駐屯先であるシンガポールなど東アジアやドイツ、リビアなどの北アフリカで過ごす。12歳の時にイングランドへ戻り、ロンドンのウールバーストーン・ホール・スクールに通い、サセックス大学へ進学し、1970年に英文学の学位を取得した。後にイースト・アングリア大学でクリエイティブ・ライティングを学んだ。
1975年、短編集『最初の恋、最後の儀式』（原題：First Love, Last Rites ）で作家デビュー、同作で翌1976年にサマセット・モーム賞を受賞。1978年、2作目の短編集『ベッドのなかで』（原題：In Between the Sheets ）を上梓。1979年、脚本を務めた戯曲"Solid Geometry" がBBCで放送予定だったが、わいせつな内容が問題視され延期されたことで奇しくも名を知られるようになった。同じ頃には長編小説『セメント・ガーデン』（原題：The Cement Garden 、1978年）や『異邦人たちの慰め』（原題：The Comfort of Strangers 、1981年）を上梓、後者は『迷宮のヴェニス』のタイトルで1990年に映画化された。これらの作品の作風から、"Ian Macabre" というニックネームを付けられた（"Macabre" は「気味が悪い」などの意味）。1987年に上梓した『時間のなかの子供』（原題：The Child in Time ）でウィットブレッド賞を受賞、1990年には『イノセント』（原題：The Innocent ）を、1992年には『黒い犬』（原題：Black Dogs ）を上梓。子供向けの本、1985年に"Rose Blanche" を、1994年に『夢みるピーターの七つの冒険』（原題：The Daydreamer" ）の2冊を出している。
1997年、妄想症のストーカーとの関係を描いた『愛の続き』（原題：Enduring Love ）が高評価を得てブッカー賞にノミネートされたが、最終候補に残ることはできなかった。同作は2004年に『Jの悲劇』というタイトルで映画化された。1998年、『アムステルダム』（原題：Amsterdam ）で同賞を受賞。2001年に上梓した『贖罪』（原題：Atonement ）も絶賛され、『タイム』で2002年のベストに選ばれ、再びブッカー賞の最終候補となった。同作は2007年に『つぐない』のタイトルでジョー・ライト監督、ジェームズ・マカヴォイ、キーラ・ナイトレイ主演で映画化された。2005年に上梓した『土曜日』（原題：Saturday ）は、脳神経外科医として成功している男の波乱の1日について描いた作品で、ジェイムズ・テイト・ブラック記念賞を受賞した。また、2007年に発表した『初夜』（原題：On Chesil Beach ）が三度ブッカー賞の最終候補となった。映画や舞台の脚本、子供向けの作品、オラトリオ、マイケル・バークレー作曲の歌劇"For You" の作詞なども手掛けている。
2008年6月、Hay Festivalに参加したマキューアンは、サプライズで執筆中の作品の一部（気候変動で脅威にさらされた惑星を救おうとする科学者の物語）を朗読した。この作品は、2005年に催された「芸術家と科学者が北極付近へ船で行き、環境問題について議論する」探検にマキューアン自身も参加したことからインスピレーションを得たもので、2010年3月に『ソーラー』（原題：Solar ）として刊行された。マキューアンはこの作品について「物理学の研究でノーベル賞を受賞した主人公マイケル・ビアードは、誰もがうらやむ賞を受賞したことで研究が妨げられるようになったことに気付くんだが、これは決してコメディではないんだ。そもそも僕は無理やり笑わせるようなコミック・ノベルが嫌いでね。」と述べた。
2012年に刊行された、通算12冊目となる作品『甘美なる作戦』（原題：Sweet Tooth ）は、1970年代を舞台にした作品である。2012年11月の『ウォール・ストリート・ジャーナル』のインタビューで、同作の映画化の権利を『つぐない』を映画化したのと同じ会社が買ったことを明かした。2014年刊行の『未成年』（原題：The Children Act）は、結婚生活の危機を迎えた裁判官と信仰から有効な治療を拒否する少年を題材とした作品である。2016年に上梓された『憂鬱な10か月』（原題：Nutshell）では母親と不倫相手による父殺しの計画を知った胎児を主人公にして物語が描かれる。
2006年、『贖罪』（2001年）の一節が1977年にルシラ・アンドリューズが刊行した回顧録"No Time for Romance" からの剽窃であると訴えられ、彼の作品が情報源であることを認めた。他にも、『贖罪』にアンドリューズの自伝や他の作品から短いながらも流用したことを認めたことで、この件はますます長引き、デビュー作『セメント・ガーデン』の鍵となるプロットが、イギリス人作家ジュリアン・グローグ (Julian Gloag) が1963年に発表しドラマ化もされた"Our Mother's House" に酷似していることが露見した。マキューアン自身は初期の作品については気が付かなかったと主張し、盗作を否定した。アンドリューズの死から1か月後の2006年11月、マキューアンは『ガーディアン』で盗作については知らないとしながらも、"No Time for Romance" の作者には恩があると認めた。ジョン・アップダイク、マーティン・エイミス、マーガレット・アトウッド、トマス・キニーリー、カズオ・イシグロ、ゼイディー・スミス、トマス・ピンチョンなど複数の作家がマキューアンを擁護した。

## 作品

### 著作
- 『最初の恋、最後の儀式』 First Love, Last Rites (1975) 短編集　サマセット・モーム賞受賞
- 『セメント・ガーデン』The Cement Garden (1978)
- 『ベッドのなかで』 In Between the Sheets (1978) 短編集
- 『異邦人たちの慰め』 The Comfort of Strangers (1981)
- 『時間のなかの子供』The Child in Time (1987)　フェミナ賞外国小説部門受賞
- 『イノセント』The Innocent (1989) 金工作が題材となった作品
- 『黒い犬』Black Dogs (1992)
- 『夢みるピーターの七つの冒険』The Daydreamer (1994) 児童書
- 『愛の続き』Enduring Love (1997)
- 『アムステルダム』Amsterdam (1998)　ブッカー賞受賞
- 『贖罪』Atonement (2001)
- 『土曜日』Saturday (2005) ジェイムズ・テイト・ブラック記念賞受賞
- 『初夜』On Chesil Beach (2007)
- 『ソーラー』Solar (2011)
- 『甘美なる作戦』Sweet Tooth (2012)
- 『未成年』The Children Act (2014)
- 『憂鬱な10か月』Nutshell (2016)
- 『恋するアダム』Machines Like Me (2019)

### 脚本
- 『愛の果てに』 The Innocent (1993) 自身の小説「イノセント」を脚色
- 『危険な遊び』 The Good Son (1993) オリジナル脚本
- 『サワースィート』 Soursweet (1998) 1982年にブッカー賞の最終候補となった、ティモシー・モーの同名小説を脚色
- 『追想』 On Chesil Beach (2017) 自身の小説「初夜」を脚色

## 映画化
- 『迷宮のヴェニス』The Comfort of Strangers (1990)
- 『ルナティック・ラブ/禁断の姉弟』 The Cement Garden (1992)
- 『愛の果てに』 The Innocent (1993)
- 『Jの悲劇』Enduring Love (2004)
- 『つぐない』Atonement (2007)
- 『チルドレン・アクト』 The Children Act (2017)